# Yekta Uzunoğlu
Yekta Uzunoğlu, in curdo Yekta Geylanî (Silvan, 10 maggio 1953), è uno scrittore, traduttore e medico turco con cittadinanza tedesca di origine curdo-armena.

## Biografia
Oltre alle sue professioni si è impegnato come attivista della causa curda. Con le sue dichiarazione ha richiamato l'attenzione, per esempio, sulla sopraffazione della minoranza curda subita in Turchia, in Iran e in Iraq. È autore di traduzioni, tra l’altro, di parti della Bibbia e delle opere dello scrittore Karel Čapek, dal ceco al curdo, e viceversa, della poesia e della prosa curda in ceco e in tedesco. Ha inoltre cooperato con l'Istituto Curdo di Parigi.
Nel 1970 si recò a Parigi per studiare francese presso l'Institut de Touraine. Dopo il colpo di Stato militare in Turchia del marzo 1971 ottenne una borsa di studio nella Cecoslovacchia socialista. Ha imparato il ceco e nel 1979 si è laureato presso la Facoltà di Medicina Generale dell'Università Carlo IV di Praga.
Nel 1978 fu tra i fondatori della Mezzaluna Curda, l'equivalente della Croce Rossa dei paesi islamici.
Nel 1979 il suo visto non fu prorogato e venne espulso dalla Cecoslovacchia. Nel dicembre 1979 fu accettato dai rappresentanti della Croce Rossa Internazionale di Ginevra, insieme con il professore e l’avvocato tedesco Mönch, in qualità di presidente della delegazione della Mezzaluna curda.
Con il sostegno dell'Associazione Francia - Kurdistan gli fu conferita una borsa di studio presso l'Istituto Pasteur di Parigi. Nel marzo 1980 partì per il Kurdistan iraniano, come operatore umanitario dell’organizzazione Medici Senza Frontiere, poi dall'ottobre 1980, anche nel Kurdistan iracheno. Nel novembre dello stesso anno il governo turco gli ritirò il passaporto. Nel 1981 gli fu conferito lo status di rifugiato nella Repubblica Federale di Germania, in cui ha collaborato con l'organizzazione umanitaria internazionale Amnesty International. Due anni dopo fu uno dei membri fondatori sia dell'Institut Kurde de Paris che dell'istituto curdo nell'allora capitale della Repubblica Federale di Germania, Bonn. Fu direttore di questo istituto fino al 1988.
Nel 1986 la Turchia lo privò definitivamente della cittadinanza e dal 1996 ha la cittadinanza tedesca; risiede nella Repubblica Ceca. Nel 2006 ha ricevuto il premio "Frantisek Kriegel".

## Opere

### Libri e saggi
- Láska u Kurdů, Země Kurdů, Legenda o Kurdech (samizdat, 1976-1979)
- Kurdische Alphabet (1982)
- Der kulturelle Völkermord an den Kurden in der Türkei (1982)
- con Thomas Bois: Kurdische Volksdichtung (1986)
- con David Neil MacKenzie: Kurdische Grammatik (1986)
- con V.Klaus: I.Kočárník, K.Dyba, J.Zieleniec, J.Lux: Ekonomické perspektivy ČR, 1993
- Kurdská přísloví, Lidové noviny (1993)
- Ein Kurde im Mahlwerk des Überganges (2007)
- Výpověď (2008)

### Traduzioni
In lingua curda
- R.U.R. di Karel Čapek
- La madre di Karel Čapek
- La malattia bianca di Karel Čapek
- Il matrimonio forzato di Molière
- Vangelo secondo Luca
- Vangelo secondo Marco
- Genesi
- Esodo

In lingua ceca
- 33 kurşu di Ahmed Arif
- Touhou Po Tobě Mi Pouta Zrezavěla (Hasretiden Prangalar Eskittim) di Ahmed Arif